# عصب پوستی خارجی ران
عصب پوستی خارجی ران (Lateral cutaneous nerve of thigh) شاخه مستقیم از شبکه کمری و شاخه مهم دیگری از اعصاب قدامی شبکه عصبی کمری است که از شاخه پشتی عصب دوم و سوم کمری منشأ می‌گیرد. این عصب بعد از خروج از ماهیچه مازویی بزرگ (عضله پسواس ماژور) از سطح داخلی خار تهیگاهی پیشین بالایی (خار ایلیاک قدامی فوقانی) عبور کرده و از زیر رباط کشاله ران (لیگامان اینگوینال) از لگن خارج می‌شود.
مسیر آن در شکم خطی است که از پنج سانتی‌متر خارج ناف شروع شده و از نزدیکی ASIS عبور می‌کند. در این نقطه از پشت یا از درون رباط کشاله ران عبور کرده و سپس نیام را سوراخ کرده، سپس به دو شاخه جلویی و پشتی تقسیم شده که به خارج و جلو ران تا زانو را عصب می‌دهند و در شبکه عصبی اطراف زانو شرکت می‌کنند. در مواقعی که این عصب از درون رباط کشاله ران عبور می‌کند، ممکن است تحت فشار قرار گرفته و باعث سوزش و کرختی قسمت خارجی ران شود که به این حالت Meralgia Parasthetica می‌گویند. با عمل جراحی بایستی عصب را از درون رباط مذکور بیرون آورد.
چگونگی تست عصب: تحریک پوست قسمت خارجی نیمه میانی ران.
محل بی‌حس کردن عصب: نزدیک ASIS و منشأ Sartorius.

## عصب دهی
عصب پوستی خارجی ران حس پوستی سطح خارجی ران را را تأمین می‌کند.